# Polskie Towarzystwo Językoznawstwa Kognitywnego
Polskie Towarzystwo Językoznawstwa Kognitywnego (PTJK) – stowarzyszenie naukowe działające w dziedzinie językoznawstwa kognitywnego. Towarzystwo istnieje od 2000 roku, a w roku 2001 zostało zarejestrowane. Towarzystwo jest powiązane z międzynarodowym stowarzyszeniem ICLA (International Cognitive Linguistics Association). W roku 2015 zrzeszało 97 członków.
Honorowym członkiem Towarzystwa jest Ronald Langacker, jeden z pionierów językoznawstwa kognitywnego, jak również Barbara Lewandowska-Tomaszczyk i Laura Janda. PTJK organizuje liczne konferencje naukowe z dziedziny językoznawstwa.